# Václav Turek (cestovatel)
Václav Turek (* 29. března 1970 Lanškroun) je český cestovatel, fotograf a spisovatel.
Jeho hlavním cestovatelským cílem je Rusko a země bývalého Sovětského svazu. Pracuje jako truhlář a nábytkář.

## Publikace
- TUREK, Václav. Krugo Bajkalka: historie Transsibiřské železnice na pobřeží Bajkalu. [s.l.]: [s.n.], 2008. 105 s. ISBN 9788025416204.
- TUREK, Václav. Putování jižní Sibiří. [s.l.]: [s.n.], 2009. 120 s. ISBN 9788025458426.
- TUREK, Václav. BAM - Bajkalsko-amurská magistrála. [s.l.]: [s.n.], 2010. 144 s. ISBN 9788090479005.
- TUREK, Václav. Transsibiřská magistrála. [s.l.]: [s.n.], 2015. 235 s. ISBN 9788090479012.